# 시드네 고부
시드네 고부(Sidney Govou, 1979년 7월 27일 ~ )는 프랑스의 전 축구 선수로 현역 시절 포지션은 미드필더였다.

## 선수 경력

### 클럽
2000년 올랭피크 리옹에서 데뷔한 후 10년간 리옹의 핵심 미드필더로 리그 7연패(2001-02, 2002-03, 2003-04, 2004-05, 2005-06, 2006-07, 2007-08), 2007-08년 프랑스컵 우승, 2000-01년 프랑스 리그컵 우승, 2006-07년 프랑스 리그컵 준우승, 프랑스 슈퍼컵 4회 우승(2002년, 2004년, 2005년, 2007년)의 중추적인 역할을 수행했다.
이후 2010년부터 2011년까지 그리스 슈퍼리그의 파나티나이코스 FC에서 활동하다가 2011년부터 2013년까지 자국 리그의 토농 에비앙에서 활동하며 2012-13년 프랑스컵 준우승에 일조했으며 2014년부터 2015년까지 GOAL FC에서도 활동했다.
그리고 2015년에는 미국 4부 리그의 마이애미 시티에서 잠시 활동한 뒤 자국 5부 리그의 FC 리모네스트에서 2017년까지 몸 담았다가 17년간의 프로 선수 생활을 마무리했다.

### 국가대표팀
프랑스 U-21 대표팀 소속으로 2002년 UEFA U-21 축구 선수권 대회에 출전하며 팀의 준우승을 이끈 뒤 프랑스 성인대표팀에 합류하여 2002년 8월 튀니지와의 친선 경기에서 국제 A매치 데뷔전을 치른 뒤 10월 12일 슬로베니아와의 UEFA 유로 2004 예선 1조 2차전에서 A매치 데뷔골을 신고하며 팀의 5-0 대승에 이바지했다.
그리고 이듬해에 열린 2003년 FIFA 컨페더레이션스컵에 출전하며 팀의 컨페드컵 2연패 달성의 주역으로 활약했지만 리옹 시절 동료였던 마르크비비앙 푀가 콜롬비아와의 준결승 경기 도중 심장마비로 사망하는 아픔을 경험했고 그로부터 3년 후에 열린 2006년 FIFA 월드컵에서는 자국에서 열린 1998년 FIFA 월드컵 우승 이후 8년만의 프랑스의 결승 진출을 도왔으나 결승에서 이탈리아와 승부차기까지 가는 접전 끝에 아쉽게 패하며 준우승을 차지했으며 이후 UEFA 유로 2008, 2010년 FIFA 월드컵 본선에도 출전한 뒤 2010년 월드컵을 끝으로 국가대표팀 유니폼을 벗었다.